# Steyermarkia
Steyermarkia é um género botânico pertencente à família Rubiaceae.